# 미카미촌 (후쿠시마현)
미카미촌(三神村)은 후쿠시마현 니시시라카와군에 일찍이 존재했던 촌이다.

## 역사
- 1889년 4월 1일 - 정촌제 시행에 의해 6촌이 합병해 니시시라카와군 미카미촌이 성립하였다.
- 1953년
  - 미카미촌의 일부는 나카하타촌에 편입되었다.
  - 나카하타촌의 일부는 미카미촌에 편입되었다.
- 1954년 - 야부키정의 일부는 나카하타촌에 편입되었다.
- 1955년 3월 31일 - 야부키 정· 미카미 촌, 이와세군 히로도 촌의 일부와 함께 합병해 야부키정이 성립하여, 미카미촌은 소멸하였다.

## 인구
- 1889년 1,809
- 1920년 2,428
- 1935년 2,816

## 참고문헌
- 角川日本地名大辞典編纂委員会『角川日本地名大辞典 7 福島県』、角川書店、1981年 ISBN 4-04-001070-1
- 日本加除出版株式会社編集部『全国市町村名変遷総覧』、日本加除出版、2006年 ISBN 4-8178-1318-0